# Pentrit
Pentrit (kratica PETN za pentaeritritol tetranitrat) z empirično formulo C5H8N4O12 je eksploziv. Prvič je bil sintetiziran leta 1894 v Nemčiji.

## Lastnosti
PETN je eden močnejših eksplozivov; njegova detonacijska hitrost je približno 8300 m/s. Je dokaj odporen proti plamenu in vročini, v primerjavi z nekaterimi drugimi eksplozivi pa je bolj občutljiv na udarce. Uporablja se predvsem za oblikovanje in rezanje kovin in za detonacijske vrvice, včasih pa se je uporabljal tudi za polnjenje granat in kot dodatek eksplozivu RDX v nekaterih plastičnih eksplozivih. PETN je tudi ena glavnih sestavin plastičnega eksploziva Semtex, uporablja pa se tudi kot inicialni ekploziv v detonatorjih za jedrsko orožje.

## Uporaba
Pentrit je pogosto zmešan skupaj z TNT-jem in služi kot eksplozivna polnitev. Aktivira se z detonatorsko kapico ali detonacijsko vrvico.